# 醫療照顧相關感染
醫療照顧相關感染（英語：（HAI or HCAI）），舊稱院內感染（nosocomial infection）、醫院感染或醫院獲得性感染（hospital-acquired infection（HAI））是指在醫院內發生傳染病傳染院內的其他病患、醫護人員的情形。當一個人在院內有感染病時，醫院內也有可能有病菌，如果沒有做好防護措施，有很大的可能會讓院內的人也都感染病毒。

## 影響
2002年在美国，疾病控制与预防中心估計，大約有 170 萬起與醫療保健相關的感染，這些感染來自各種類型的微生物，包括細菌和真菌，導致或導致了 99,000 人死亡。 在歐洲，對醫院進行了調查，估計每年 25,000 例死亡病例中有三分之二是由革兰氏阴性菌感染引起的。 醫院內感染可引起嚴重肺炎以及泌尿道、血液和身體其他部位的感染。 許多類型表現出抗生素抗藥性，這會使治療變得複雜。
在英國，2017 年約有 30 萬名患者受到影響，據估計，英國國民保健署(NHS)每年為此花費約 £10億英鎊。

## 常見的院內感染菌

### 接觸感染
通過接觸受感染者的皮膚或粘膜，或者使用過的衣物、餐具受到感染。
- 多重抗藥性（英语：Multiple drug resistance）菌（MRSA、VRE、VRSA（英语：Vancomycin-resistant Staphylococcus aureus）、多重抗藥性綠膿桿菌等）
- 疥疮
- 蜡样芽孢杆菌等

### 飛沫傳染
受感染者通過噴嚏、咳嗽時產生的飛沫造成感染。
- 流行性感冒病毒
- 風疹
- 支原體屬
- 脑膜炎双球菌

### 空氣傳染
吸入空氣中浮游的病原體造成感染。
- 麻疹
- 水痘
- 結核桿菌

### 血液感染
通過輸血、意外被使用過的針頭刺穿皮膚等造成的感染。
- HIV
- 乙型肝炎
- 丙型肝炎

## 外部連結
- "Nosocomial infection" - 搜索 Google 圖書
- "院內感染" - 搜索 Google 圖書